# まのめるか
まのめ るかは日本の女性声優。主にアダルトゲームに声をあてている。

## 出演作品

### ゲーム

#### アダルトゲーム
2014年
- 寄生触手男に寝取られ悶える家族（小早川由美[1]）
- 熟バレー 〜シゴキ扱かれる熟れた人妻達〜（御法川遥[2]）
- はにつま（生駒葵[3]）
- 夜這いする七人の孕女2（椿乃依[4]）
- リア充クラスメイト孕ませ催眠（小久保ほなみ）

2015年
- JKビッチぱこぱこライフ（柏森彩子[5]）
- じゅ〜にんかんり! 〜10人の乙女に愛の手を〜（市ノ瀬雪[6]）
- はにつまHs 〜アフターウェディング〜（生駒葵[7]）
- PRETTY×CATION2（芦屋鈴鹿[8]）
- PRETTY×CATION2 アペンドディスク（芦屋鈴鹿）
- 妖怪事件改方の小噺（天井逆裟[9]）

2016年
- PRETTY×CATION2 ラブラブバースデーコレクション vol.4（芦屋鈴鹿）

2017年
- めざせ! もんむすアイドル♪（ドロシー・D・ドラゴニア）

2018年
- Tropical Liquor（カレン）
- ママクラブ四 ～正しい性教育を教えよう～（小手指 莉々）
- はるとゆき、（赤倉 小羽）
- 恋はもふもふ!ラブ・ミー・テディ（天童 有鈴）

2019年
- Sugar*Style（森角初楓[10]）
- ALL×CATION（芦屋 鈴鹿）
- 初めての彼女（雪宮 秋乃）
- Sugar*Style 恋人以上夫婦未満アフターストーリー!!（森角 初楓）
- Sugar*Style BugBug Append Scenario（森角 初楓）
- セックスオープンワールドへようこそ!（アンナ・ハイリッテ）
- サンタがいるって信じてる？（砂倉 智香、女サンタ）

2020年
- 絶対女帝都市 ～叛逆の男・カムイ～（トウカ）
- 俺の知らぬ間に彼女が…（天王寺未来）
- 隷嬢管理棟 ～制服少女たちの搾乳隷属記～（乙部 わかな）[11]

2021年
- 爆乳秘湯奇譚 ～人妻女将の淫欲秘話～（百鬼 愛華）
- 巨乳ファンタジー4 -修道士アストル-（リーゼル[12]）
- ふたなり潜入捜査セイカ（琴葉 セイカ[13]）

2022年
- ゲーム(エロゲー)みたいな、ステキな恋がしたいっ!（久城 琥珀[14]）
- 母姉催眠 ～ご近所の欲求不満セレブと快楽堕ちお嬢様～（西久寺 香苗[15]）
- もっと!孕ませ!炎のおっぱい異世界おっぱいメイド学園!（明堂 萌依'[16]）
- Reactance －不都合な真実－（内古閑 澄羽[17]）

2023年
- カノジョの性癖-盗聴×妄想-（古伊万里 萌香[18]）

#### 同人ゲーム
2014年
- オナけん! 1.8 -失われたアクメ-（夜見野 節子）

2015年
- オナけん!2（夜見野 節子）

2020年
- ヘンタイ・ラビリンス（お姉さん）[19]

2021年
- シュヴァリエ・ヒストリエ

#### コンシューマーゲーム
- Sugar*Style（森角初楓）

#### ソーシャルゲーム
- 超昂大戦 エスカレーションヒロインズ（氷のシズカ / 佐々呉 シズカ[20]）
- 巨乳ファンタジーバースト（ビアンカ）

#### 歌
- 「Sweet Kiss」（PRETTY×CATION2 エンディングテーマ）